# Edmond Pascal
Pour les articles homonymes, voir Pascal.
Edmond Marie Émile Pascal est un haut fonctionnaire et préfet français, né le 21 décembre 1889 à Ceillac  et mort le 2 novembre 1967 à Gap. Il fut instituteur, professeur puis préfet à la Libération.

## Biographie
Fils d'instituteurs, il exerce la même profession à Ceillac, sa commune de naissance, avant de devenir professeur d'histoire et de géographie au lycée et à l'école normale de Gap.
Mobilisé pendant la Première Guerre mondiale du 2 août 1914 au 10 octobre 1915, il est blessé puis réformé.
Secrétaire départemental du Syndicat national des instituteurs de 1922 à 1925, il est maire adjoint de Gap. Radical-socialiste, il est également membre du Grand Orient de France[réf. nécessaire].
Résistant pendant la Seconde Guerre mondiale, il crée et dirige un groupe Combat à la fin de l'année 1942. Il préside le comité départemental de la Libération des Hautes-Alpes au printemps 1944. 
Délégué par le commissaire de la République de la région de Marseille comme préfet des Hautes-Alpes le 4 septembre 1944, il exerce ces fonctions jusqu'à avril 1946.
Edmond Pascal préside en 1944 le Comité Départemental Haut-Alpin de la Libération, puis est nommé préfet des Hautes-Alpes, à la demande des mouvements de Résistance. Il est également désigné grand maître-adjoint du Grand Orient de France[réf. nécessaire]. Il termine sa carrière dans l'administration comme adjoint à l'attaché culturel à Rio de Janeiro, au Brésil, d'août 1947 à juin 1955, puis comme directeur du lycée franco-brésilien de Rio-de-Janeiro.
Décoré de la Légion d'honneur le 4 mars 1946, il est nommé officier en juin 1955.